# Сабаудија
Сабаудија (итал. Sabaudia) је насеље у Италији у округу Латина, региону Лацио.
Према процени из 2011. у насељу је живело 8743 становника. Насеље се налази на надморској висини од 19 м.

## Становништво
Према резултатима пописа становништва 2011. у општини је живело 18.812 становника.
| 1931. | 1936. | 1951. | 1961. | 1971.  | 1981.  | 1991.  | 2001.  | 2011.  |
| ----- | ----- | ----- | ----- | ------ | ------ | ------ | ------ | ------ |
| 947   | 4.890 | 7.709 | 8.750 | 10.359 | 12.363 | 14.280 | 16.229 | 18.812 |

## Партнерски градови
- Сен Медар ан Жал
- El Vendrell